# Sakanoue no Tamuramaro

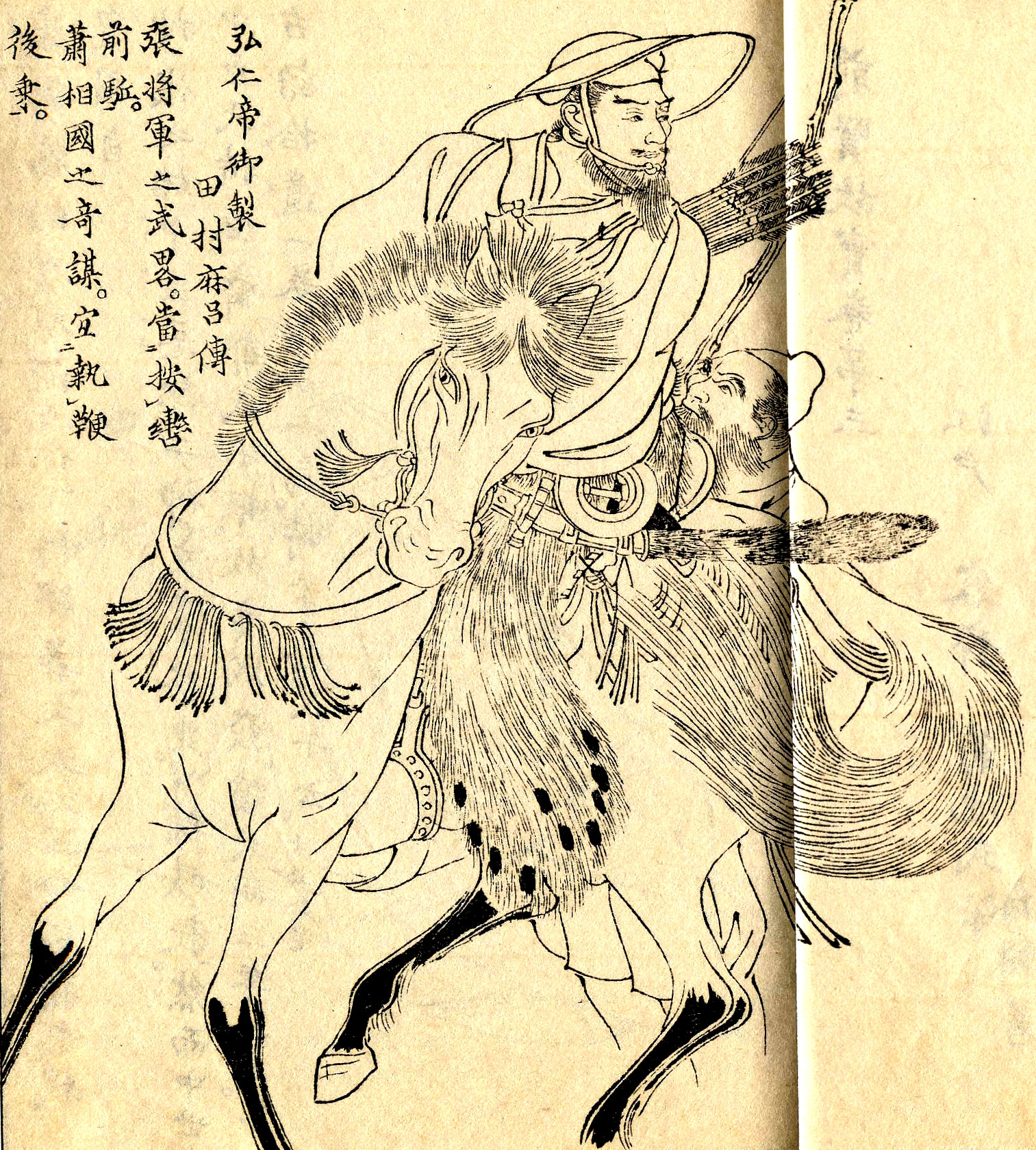
Sakanoue no Tamuramaro.

Sakanoue no Tamuramaro (坂上田村麻呂?   758 -811) fue un general japonés y shōgun durante comienzos del período Heian de la historia de Japón. Fue hijo de Sakanoue no Karitamaro.